# Joselpho Barnes
Joselpho Barnes (Oberhausen, 12 dicembre 2001) è un calciatore tedesco naturalizzato ghanese, attaccante del Sint-Truiden.

## Biografia
È nato in Germania da padre ghanese.

## Carriera

### Club
Barnes ha iniziato la sua carriera calcistica nel 2020 con la squadra riserve dello Schalke 04 in Regionalliga. Nel 2021 ha lasciato il club dopo aver rifiutato il rinnovo del contratto ed è andato ad effettuare un provino in Belgio al Virton, ma dopo alcuni problemi burocratici il trasferimento non si è concretizzato.
L'8 novembre ha firmato con i lettoni del Riga FC con cui ha debuttato nel calcio professionistico il 19 marzo 2022 nell'incontro di Virslīga perso 1-0 contro il Liepāja. Ha segnato il suo primo gol il 5 aprile nel successo per 3-0 contro lo Spartaks Jūrmala.
Il 1º luglio 2023 ha firmato un contratto biennale con il Sint-Truiden.

### Nazionale
Nel 2021 con il Ghana Under-20 ha vinto la Coppa delle nazioni africane di categoria; successivamente ha giocato anche con la nazionale ghanese Under-23.

## Statistiche

### Presenze e reti nei club
Statistiche aggiornate al 30 marzo 2025.
| Stagione            | Squadra             | Campionato          | Campionato | Campionato | Coppe nazionali | Coppe nazionali | Coppe nazionali | Coppe continentali | Coppe continentali | Coppe continentali | Altre coppe | Altre coppe | Altre coppe | Totale | Totale | Totale |
| Stagione            | Squadra             | Comp                | Pres       | Reti       | Comp            | Pres            | Reti            | Comp               | Pres               | Reti               | Comp        | Pres        | Reti        | Pres   | Reti   |        |
| ------------------- | ------------------- | ------------------- | ---------- | ---------- | --------------- | --------------- | --------------- | ------------------ | ------------------ | ------------------ | ----------- | ----------- | ----------- | ------ | ------ | ------ |
| 2020-2021           | Schalke 04 II       | RL                  | 11         | 0          |                 | -               | -               |                    | -                  | -                  |             | -           | -           | 11     | 0      |        |
| 2022                | Riga FC             | VL                  | 29         | 7          | CL              | 0               | 0               | UECL               | 2                  | 0                  |             | -           | -           | 31     | 7      |        |
| 2023-2024           | Sint-Truiden        | D1                  | 31         | 1          | CB              | 2               | 0               |                    | -                  | -                  |             | -           | -           | 33     | 1      |        |
| 2024-2025           | Sint-Truiden        | D1                  | 9          | 0          | CB              | 0               | 0               |                    | -                  | -                  |             | -           | -           | 9      | 0      |        |
| Totale Sint-Truiden | Totale Sint-Truiden | Totale Sint-Truiden | 40         | 1          |                 | 2               | 0               |                    | -                  | -                  |             | -           | -           | 42     | 1      |        |
| Totale carriera     | Totale carriera     | Totale carriera     | 71         | 8          |                 | 2               | 0               |                    | 2                  | 0                  |             | -           | -           | 76     | 8      |        |

## Palmarès

### Nazionale
- Coppa delle nazioni africane Under-20: 1

Mauritania 2021